# Lubero
Lubero este un oraș în  provincia Nord-Kivu, Republica Democrată Congo. În 2012 avea o populație de 29 615 de locuitori, iar în 2004 avea 24 099.